# Montana Golden Nuggets
I Montana Golden Nuggets sono stati una squadra di pallacanestro professionistica nella Continental Basketball Association dalla stagione 1980-81 alla stagione 1982-83.
Raggiunsero la finale della CBA nel 1981 e nel 1983 con George Karl come allenatore, vincitore del premio di allenatore dell'anno in entrambe le stagioni.

## Stagioni
| Stagione | Lega | Denominazione          | V  | P  | %    | Piazzamento | Play-off           |
| -------- | ---- | ---------------------- | -- | -- | ---- | ----------- | ------------------ |
| 1980-81  | CBA  | Montana Golden Nuggets | 27 | 15 | 64,3 | 1º          | Finale CBA         |
| 1981-82  | CBA  | Montana Golden Nuggets | 30 | 16 | 65,2 | 2º          | Finale di division |
| 1982-83  | CBA  | Montana Golden Nuggets | 33 | 11 | 75,0 | 1º          | Finale CBA         |